# Перссон, Матс
Матс Арне Перссон (швед. Mats Arne Persson; более известный как Mats MP Persson или MP; род. 26 февраля 1959 года в коммуне Харплинье, лен Халланд, Швеция) — шведский музыкант, продюсер, звукоинженер, техник звукозаписи, автор песен, композитор, аранжировщик. Наиболее известен как гитарист в шведской поп-рок группе Gyllene Tider, а также со-автор (с Пером Гессле) хитов группы Roxette.

## Биография
Отец Перссона был плотником, а сам он окончил среднее техническое училище по специальности «Электротехника и Телекоммуникации».
Перссон научился играть на фортепиано в пять лет. В подростковом возрасте научился играть на гитаре. В средней школе «Kattegattgymnasiet» в 1976 году познакомился с Пером Гессле, с которым учился в параллельном классе. Вместе они основали группу Grape Rock, которая позже стала Gyllene Tider.
В 1985 году Gyllene Tider распалась, но Перссон и Гессле продолжили работать вместе. В то время, как Гессле обрёл всемирный успех с Roxette в 1989 году, Перссон принимал активное участие в достижении этого успеха — он является со-автором хита группы № 1 (по версии Billboard Hot 100) «Listen to Your Heart», других песен группы, а также работал над записью почти всех альбомов Roxette.
После воссоединения Gyllene Tider в 1995 и 2004 годах, он принимал участие в записи альбомов группы, а также в последовавших за ними гастролях. Тур 2004 года стал крупнейшим в истории Швеции и собрал аудиторию в примерно 500 000 зрителей: в течение только одной недели группа выступила в Эребру, Йёнчёпинге и Гетеборге перед 110 000 человек.
С 2013 года руководит студией звукозаписи «T&A» в Хальмстаде. В этой студии регулярно записываются все музыкальные проекты Пера Гессле, включая его сольное творчество, Roxette, Gyllene Tider, Mono Mond, PG Roxette и проч. Кроме того, Перссон работал и с другими группами, например, Brandsta City Släckers из Хельсингборга и Свенне Хедлундом (его альбом «Svenne Hedlund Sings Elvis in Memphis»).
Перссон продолжает сотрудничество с Гессле и работал над всеми его проектами в последние 40 лет. В 2021-22 годах записал с Gyllene Tider их последний альбом «Hux flux (альбом)» и гастролировал с группой по Скандинавии во время Hux flux sommarturné летом 2023 года.
Перссон также играет на ударных в местной группе Back on Stage. Также около трёх лет Перссон работал на строительства железнодорожного тоннеля «Халандсос».
Летом 2024 года планируется к выходу художественный фильм о Gyllene Tider «Sommartider – Filmen om Gyllene Tider», где Перссона сыграет шведский актёр Вилле Лёфгрен.